# Бобравский сельсовет
Бобравский сельсовет — сельское поселение в Беловском районе Курской области Российской Федерации.
Административный центр — село Бобрава.

## История
Статус и границы сельского поселения установлены Законом Курской области от 21 октября 2004 года № 48-ЗКО «О муниципальных образованиях Курской области»

## Население
| 2002 | 2010 | 2012 | 2013 | 2014 | 2015 | 2016 |
| ---- | ---- | ---- | ---- | ---- | ---- | ---- |
| 1245 | ↘893 | ↘839 | ↘786 | ↘747 | ↘714 | ↘688 |
| 2017 | 2018 | 2019 | 2020 | 2021 |      |      |
| ↗697 | ↗702 | ↗711 | ↘698 | ↗700 |      |      |

## Состав сельского поселения
| № | Населённый пункт | Тип населённого пункта       | Население |
| - | ---------------- | ---------------------------- | --------- |
| 1 | Бобрава          | село, административный центр | ↘537      |
| 2 | Гочево           | село                         | ↘212      |
| 3 | Ивановский       | хутор                        | ↘82       |
| 4 | Стригослы        | деревня                      | ↘62       |

## Археология
В селе Гочево находится Гочевский археологический комплекс. Учёные считают, что здесь был город Римов, сравнимый с Курском по своим масштабам, и датируют его XI веком. Находившаяся здесь крепость была взята штурмом и сожжена предположительно в 1399 году, после битвы на Ворскле.